# Ave Caesar, morituri te salutant
Ave Caesar, morituri te salutant. (Zdravo Cezare, pozdravljaju te oni koji će umrijeti.)
Tako su u antičkome Rimu, prema Svetoniju, gladijatori svaki put prije borbe pozdravljali cara. Rimljani su naime jako voljeli igre u Koloseumu, osobito krvoločne. Od gladijatora bi na kraju borbi malo tko ostajao živ. Njihov život bio je u carevoj ruci. Kada bi neki gladijator bio pobijeđen, gladijator koji ga je pobijedio pogledao bi gore u loži prema caru. Ako bi car okrenuo palac prema dolje, to je značilo zapovijed da se pobijeđenoga gladijatora ubije. Ako bi pak palac bio okrenut prema gore, to je značilo da je pobijeđenom gladijatoru život pošteđen. 